# Masdevallia whiteana
Masdevallia whiteana är en orkidéart som beskrevs av Carlyle August Luer. Masdevallia whiteana ingår i släktet Masdevallia och familjen orkidéer. Inga underarter finns listade i Catalogue of Life.